# Dvolistna krivulja
Dvolistna krivulja je ravninska krivulja četrte stopnje (kvartna krivulja), ki ima enačbo
{\displaystyle (x^{2}+y^{2})^{2}=ax^{2}y.\,}
V polarnem koordinatnem sistemu pa je njena enačba
{\displaystyle r=a\sin \theta \,\cos ^{2}\theta .}
Dvolistno krivuljo prištevamo med krivulje z imenom list, ki imajo vrednost parametra {\displaystyle b=0} (glej opis krivulje list).

## Dolžina loka
Dolžina loka krivulje je
{\displaystyle s={1 \over 42}\lbrace {35[E(\phi ,k)+E(k)]x+4{\sqrt {2}}[(7F(\phi ,k)+K(k)x+2x'^{2}]}\rbrace =7,1555...a}
kjer so
- {\displaystyle F(\phi ,k)}
- {\displaystyle F(k)}
- {\displaystyle E(\phi ,k)}
- {\displaystyle E(k)}

eliptični integrali za katere sta
{\displaystyle \Phi =\operatorname {arcsin} [{1 \over 7}(9-4{\sqrt {2}})]}
in
{\displaystyle k={\sqrt {-{1 \over 7}(40{\sqrt {2}}+57)}}}.

## Ukrivljenost
Ukrivljenost je dana z naslednjim obrazcem
{\displaystyle \kappa (t)={\frac {{\sqrt {2}}\operatorname {csc} \theta {(3\cos ^{3}\theta }+\sin ^{4}\theta }{[3+3\cos {2\theta }+2\cos {4\theta }]^{3/2}}}={\frac {3+3\cos +\cos 4\theta \operatorname {csc} \theta }{a{\sqrt {2}}[3+3\cos {2\theta }+2\cos {4\theta }]^{3/2}}}}
kjer je
- {\displaystyle \operatorname {csc} \,} trigonometrična funkcija kosekans ({\displaystyle \csc x={\frac {1}{\sin x}}})

Dvolistna krivulja je nožiščna krivulja deltoide.